# Linden (Alabama)
Linden es una ciudad ubicada en el condado de Marengo en el estado estadounidense de Alabama. En el censo de 2000, su población era de 2424.

## Demografía
En el 2000 la renta per cápita promedia del hogar era de $22,303, y el ingreso promedio para una familia era de $30,733. El ingreso per cápita para la localidad era de $16,536. Los hombres tenían un ingreso per cápita de $38,964 contra $17,857  para las mujeres.

## Geografía
Linden se encuentra ubicada en las coordenadas 32°18′4″N 87°47′34″O / 32.30111, -87.79278 (32.301154, -87.792650)
Según la Oficina del Censo de los EE. UU., la ciudad tiene un área total de 3.62 millas cuadradas (9.38 km²).